# Nabí Šu'ajb
Nabí Šu'ajb (arab. جبل النبي شعيب) je nejvyšší vrchol Jemenu a celého Arabského poloostrova. Nachází se v provincii San'á, jihozápadně od hlavního města San'á. Jeho výška je 3666 m n. m.